# Colori complementari
Due luci colorate si dicono complementari quando, sommate (sintesi additiva), danno come risultato una luce acromatica bianca. Il concetto di colori complementari è strettamente derivante dal concetto di tinte opposte, e quest'ultimo poggia su precise basi fisiologiche e ottiche.

## La percezione umana

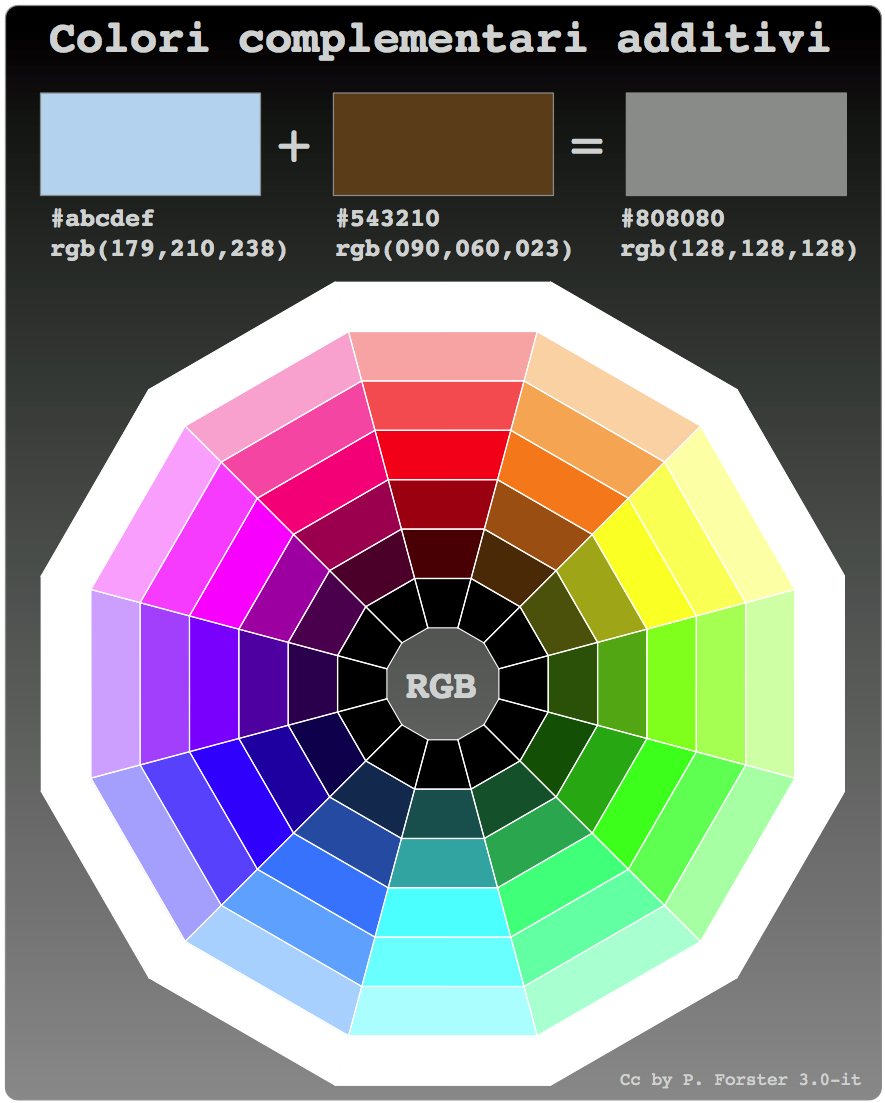
Colori complementari additivi (RGB)

La percezione umana dei colori è tale per cui le radiazioni monocromatiche (o "tinte"), che sono le componenti di ogni colore percepito, sono organizzate dal sistema occhio-cervello a coppie di tinte opposte.
L'essere opposte di due tinte è dovuto ad un fatto prettamente fisiologico noto come tinta postuma: colori opposti danno risposte opposte da parte di determinati recettori dell'occhio e, quando la nostra retina viene eccessivamente sollecitata da una particolare tinta, il cervello ci fa percepire il colore opposto per ripristinare l'equilibrio percettivo.
Come si sa le radiazioni monocromatiche nel visibile vanno in modo continuo dal rosso al violetto.
Per visualizzare le tinte opposte sono stati costruiti opportuni diagrammi cromatici o più semplicemente dei cerchi in cui tutte le radiazioni visibili (tinte monocromatiche), dal rosso al violetto (con l'aggiunta delle porpore a ricollegare il rosso al violetto) sono disposte lungo un cerchio. Le tinte che si trovano opposte rispetto al centro del cerchio sono complementari.
Quindi per ognuna delle tinte monocromatiche (divisibili nelle sezioni: rosso, arancio, giallo, verde, azzurro/ciano, blu/indaco e violetto, unite tra loro dalle relative tinte intermedie) ne esiste una opposta. Ad esempio il blu grosso modo è opposto al giallo (bisogna considerare l'esatta sfumatura di blu e la corrispettiva sfumatura di giallo), il rosso è opposto all'azzurro verdastro, il porpora al verde, ecc...
Quando due colori di tinte opposte si sommano come luci (sintesi additiva) succede che al variare dell'intensità dei due il colore finale che si ottiene è costituito dal più intenso dei due, reso però meno saturo (cioè meno puro e più sbiancato) dalla presenza dell'altro. Quando le intensità dei due colori sono opportunamente bilanciate si ha come risultato finale un colore completamente desaturato, cioè neutro (bianco o grigio). I due colori in questione si sono annullati a vicenda, o per meglio dire si sono complementati per dare il colore acromatico, che è il colore che comporta una completa stimolazione dei recettori dell'occhio. I due colori in queste condizioni si dicono complementari additivi.

## Nella pittura

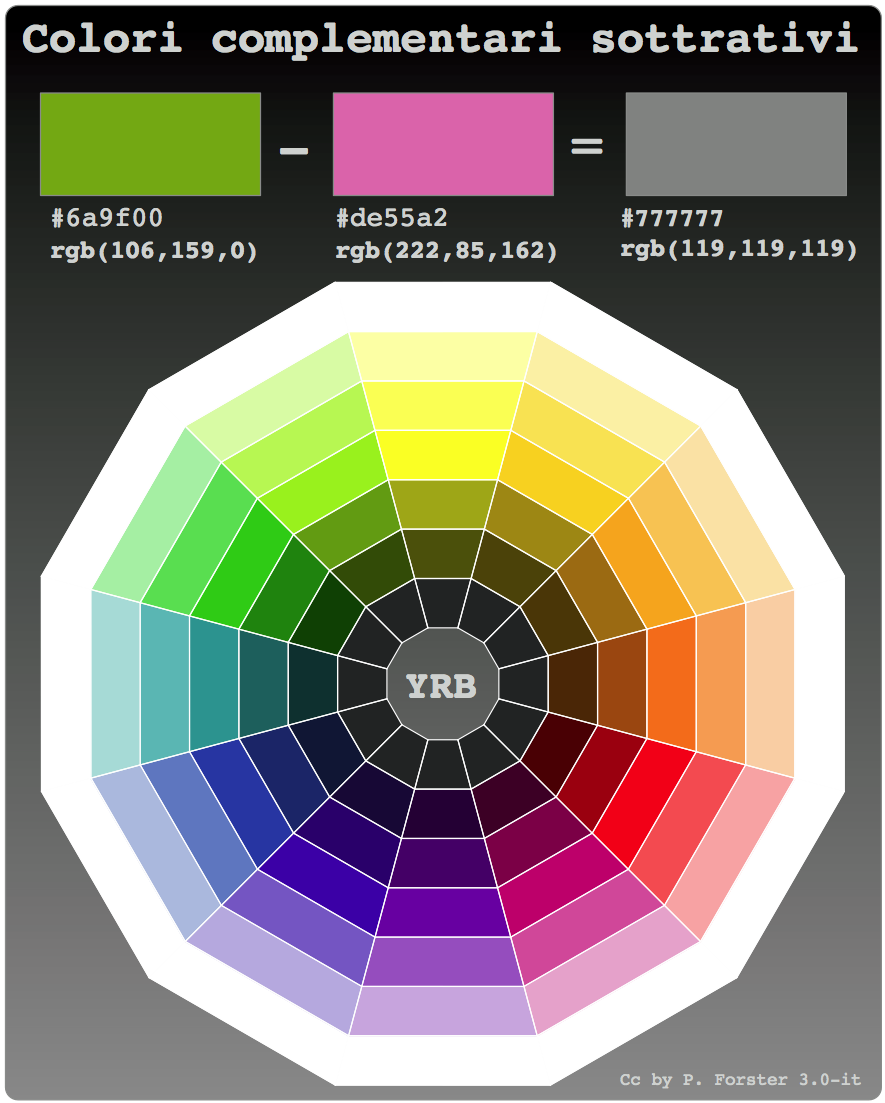
Colori complementari sottrattivi (YRB)

Si pone il problema di sapere quale sarà l'effetto finale del mescolamento di due colori (intesi come pigmenti). Nel mescolamento dei pigmenti non si hanno gli stessi risultati che si hanno nella sintesi additiva, cioè nella somma di luci colorate, si ottengono invece risultati diametralmente opposti. Ad esempio sommando le luci complementari additive gialla e blu (intendendo con blu l'indaco di Newton) si arriva ad ottenere un colore chiaro, fino ad un bianco abbagliante, mentre mescolando due pigmenti colorati (con colori ad olio, acquarelli, pastelli, ecc...) giallo e blu/indaco si ottiene un colore scuro (mentre un verde puro si ottiene con giallo e ciano, intendendo con questo l'azzurro dello spettro elettromagnetico). Il motivo è che, quando si ha a che fare con i pigmenti (ovvero sostanze opache: minerali, vegetali o di sintesi) il loro mescolamento produce risultati che sono regolati dalla legge della cosiddetta sintesi sottrattiva. In pratica se ognuno dei due colori del miscuglio filtra (cioè attenua o elimina) delle componenti della luce incidente e riflette la rimanente, col mescolamento queste capacità assorbenti (sottrattive) si sommano tra loro facendo sì che alla fine la luce riflessa dal miscuglio (e quindi il colore percepito) sia data dalle componenti residue che restano dopo le due sottrazioni. 

In pratica ogni pigmento può assorbire delle componenti di luce che l'altro riflette, per cui l'esito di un mescolamento è sempre un colore che è più scuro del più luminoso dei due di partenza. L'esito di un mescolamento è inoltre influenzato dalla quantità relativa dei due pigmenti. Per avere un'idea di quale sarà il colore che scaturirà dal mescolamento di due pigmenti si deve fare il prodotto dei rispettivi spettri di riflessione (lo spettro di riflessione infatti dice quali sono le componenti che vengono riflesse o assorbite, e in che misura). Ad esempio il mescolamento del ciano col giallo dà un verde perché le componenti verdi sono presenti negli spettri di riflessione di entrambi i pigmenti e quindi sono quelle che si preservano col mescolamento. In pittura due colori si dicono complementari sottrattivi se, mescolati tra di loro, si desaturano e scuriscono a vicenda, fino a ottenere il nero o un risultato molto vicino al nero, a seconda della tipologia, quantità e qualità dei colori utilizzati. 

Ruota dei colori, i colori diametralmente opposti sono denominati colori complementari sottrattivi

 Le coppie di complementari in sintesi sottrattiva sono le stesse che nella addizione di luci e nella apparenza fisiologica dei nostri occhi. Risultano quindi complementari le aree viola (indaco)-giallo, rosso-verde (ciano), verde-magenta (in particolare poi bisogna vedere quali particolari pigmenti di ogni coppia si mescolano per dare effettivamente dei grigi). Ovviamente queste coppie (un primario complementare alla somma degli altri due primari) sono soltanto indicative, perché risultano colori complementari tutti quelli opposti tra loro in una ruota di colori che comprenda tutte le sfumature dello spettro di Newton, anche in termini di luminosità (un verde scuro sarà complementare ad un magenta chiaro). In pittura l'accostamento di colori complementari o comunque contrastanti è un espediente che può essere usato per rendere i colori in sé più saturi (quando li si accosta e si guarda da distanza).
È noto che quando si accostano due colori qualsiasi il risultato che si ottiene è una leggera variazione della tinta dei due colori nel senso di allontanarsi tra di loro: ognuno dei due colori appare come se fosse addizionato col colore opposto a quello affiancato. Lo scopritore e il primo vero studioso di questo fenomeno fu Michel Eugène Chevreul, un chimico francese che lavorava nella Manifattura dei Gobelins (una fabbrica di tessuti) intrecciando due tessuti di colore diverso scoprì l'interazione che avviene tra i due. Questo effetto ottico (contrasto simultaneo) è dovuto al fatto che l'occhio opera sempre un meccanismo di differenziazione tra due colori accostati. Di conseguenza quando due colori affiancati sono già opposti il risultato che si ottiene è che ognuno dei due risulta rafforzato per effetto dall'opposto affiancato, cioè risulta più saturo (cromaticamente puro), almeno nei pressi del colore opposto affiancato. Mentre nell'accostamento di colori non complementari avvengono modifiche più o meno evidenti, a causa di due fenomeni: il ripristino percettivo già descritto, che si verifica nei nostri occhi e che si somma con l'interferenza di onde elettromagnetiche nella distanza che separa le superfici colorate dai nostri occhi (o dai sensori di fotocamere o scanner).